# 84è Cos (Alemanya)
El LXXXIV Cos d'Exèrcit (en alemany: LXXXIV. Armeekorps) va ser un cos d'exèrcit del Heer alemany durant la Segona Guerra Mundial. Es va formar el 1942 i va existir fins al 1944.
El LXXXIV Cos és més notable com la formació que custodiava els terrenys de desembarcament dels aliats de desembarcament de Normandia.

## Història

### Abans de la invasió aliada
El LXXXIV Cos es va formar el 15 de maig de 1942 rebatejant Höheres Kommando z. b. V. LX. Al seu torn, el comandament superior zb V. LX s'havia format el 15 d'octubre de 1940 a Praga. El comandant inicial del LXXXIV va ser Hans Behlendorff. El cos estava subordinat al Setè Exèrcit sota el Grup d'Exèrcits D, i estacionat a Saint-Lô, a Normandia. Behlendorff va ser succeït com a comandant del cos per Gustav-Adolf von Zangen l'1 d'abril de 1943. Zangen va ser succeït com a comandant del cos per Erich Marcks l'1 d'agost de 1943.
Amb la invasió aliada imminent, el LXXXIV Cos d'Exèrcit va informar a finals de maig de 1944 que només s'havia complert la meitat del programa d'hivern i que encara quedaven moltes bateries costaneres per instal·lar. Al març de 1944, entre el 50 i el 80% de les fortificacions necessàries a la zona del LXXXIV Cos d'Exèrcit havien estat operatives
Poc després de la mitjanit del 6 de juny de 1944, els aliats van començar els desembarcaments aerotransportats al riu Orne i a la península de Cotentin. El LXXXIV Cos d'Exèrcit es va posar posteriorment en alerta màxima per reaccionar a la invasió aliada en curs.

### Després del 6 de juny de 1944
A causa de la seva posició dins del mur de l'Atlàntic alemany, el LXXXIV Cos d'exèrcit va ser la primera formació a respondre al desembarcament de Normandia dels aliats occidentals. Les forces de la 352a divisió d'infanteria (Dietrich Kraiss), amb seu a Le Molay-Littry, i de la 716a divisió d'infanteria (Wilhelm Richter), amb seu a Caen, eren les més properes als llocs de desembarcament aliats.
Les forces disponibles per al cos el dia de la invasió eren:
- 243a divisió d'infanteria
- 319a divisió d'infanteria
- 352a divisió d'infanteria
- 709a divisió d'infanteria
- 716a divisió d'infanteria

D'aquests, la 243a, la 319a, la 709 i la 716a eren bodenständig (estàtiques), és a dir, insuficientment equipades amb vehicles motoritzats i destinats a operacions no mòbils. Només la 352a Divisió no portava la designació de bodenständig, i era l'única força de combat formidable sota el control del LXXXIV Cos. La situació es va complicar encara més pel fet que la 319a Divisió d'Infanteria vigilava les Illes del Canal i no estaria disponible per als combats a Normandia. La 21a Divisió Panzer, encara que no estava directament subordinada al LXXXIV Cos d'Exèrcit, estava estacionada prop a Saint-Pierre-sur-Dives.
El 12 de juny, el comandant del cos Erich Marcks va ser mort en acció. El va succeir Wilhelm Fahrmbacher, que el 15 de juny va ser substituït al seu torn per Dietrich von Choltitz.
El 24 de juliol, el terreny de desembarcament aliat s'havia ampliat per incloure Caen, Balleroy, Saint-Lô i La Haye-du-Puits. El LXXXIV, ara recolzat i supervisant el II Cos de Paracaigudistes, es va situar com a part del 7è Exèrcit al flanc esquerre alemany al nord de Coutances. El LXXXIV Cos d'exèrcit es va situar davant, d'esquerra a dreta des de la perspectiva alemanya, el VIII Cos dels EUA, el VII Cos dels EUA, el XIX Cos dels EUA i el V Cos dels EUA.
La sortida aliada de Normandia va començar el 25 de juliol, quan el Tercer Exèrcit dels Estats Units, que es va convertir en el 12è Grup d'Exèrcits dels Estats Units a partir de l'1 d'agost, va trencar les posicions del LXXXIV Cos d'Exèrcit i va penetrar a l'esquerra alemanya. Les tropes aliades van arribar a Countaces el 28 de juliol, Granville i Avranches el 31 de juliol i van avançar per sobre de Pontaubault cap a Bretanya a partir de l'1 d'agost. El LXXXIV Cos d'Exèrcit es va veure obstaculitzat en les seves capacitats operatives per la campanya de bombardeig aliada contra els ferrocarrils francesos. Al començament de l'operació aliada, hi havia menys de dos dies de combustible disponible per a les forces del cos.
El 28 de juliol, el LXXXIV Cos d'Exèrcit va rebre l'ordre de Paul Hausser, ara al comandament del 7è Exèrcit, de retirar-se al sud-est per enfortir el front alemany. Com a resultat, encara hi havia menys forces alemanyes al flanc sud per oposar-se a les forces americanes que avançaven
Va ser el 28 de juliol [1944], pel que recordo, que em van donar ordres d'anar immediatament al quarter general del mariscal de camp von Kluge. En arribar, em va dir que havia d'assumir el comandament del 84è Cos del general von Choltitzs. Va dir que no estava d'acord amb la política de defensa d'aquest últim, però no va dir en quin aspecte. El Cos, em va dir, estava format per les restes de set divisions. També va dir que la 116a Divisió Panzer havia de contraatacar cap a l'oest per alleujar la pressió, i estaria sota el meu comandament. 
Choltitz va ser substituït com a comandant del cos per Otto Elfeldt el 30 de juliol. Més tard, Elfeldt va donar testimoni sobre el seu temps com a comandant del LXXXIV Cos d'Exèrcit a l'historiador britànic B. H. Liddell Hart. Günther von Kluge, comandant del Grup d'Exèrcits D, va culpar a Choltitz de la derrota alemanya a Normandia i així el va veure destituït a favor d'Elfeldt.
El 5 d'agost, el LXXXIV Cos d'Exèrcit s'havia vist obligat a tornar a Barenton i Le Teilleul, on ara es trobava al flanc esquerre del XLVII PanzerKorps. Ara, les forces aliades van començar a eludir les forces alemanyes al sud per crear la bossa de Falaise. El XV Cos i el XX Cos dels Estats Units van flanquejar el LXXXI Cos prop de Javron-les-Chapelles i van marxar al sud del 7è Exèrcit per capturar Beaumont-sur-Sarthe el 10 d'agost, mentre el VII Cos dels Estats Units va atrapar els alemanys a Javron. Després d'haver capturat Beaumont, el XV i el XX Cos van poder avançar efectivament sense obstacles al territori al sud-est de les posicions alemanyes. El XV Cos va capturar captured Carrouges, Alençon i Mortagne-au-Perche i va atacar Argentan el 16 d'agost, mentre que el XX Cos, amb el XII Cos a la seva dreta començant el 13 d'agost, va arribar a Chartres el 16 d'agost, el mateix dia que el XII. Els cossos més al sud van prendre Orleans.
El 16 d'agost, les forces alemanyes estaven atrapades en un petit bossa entre Falaise, Chambois i Argentan, amb el LXXXIV Cos i el seu superior, el 7è Exèrcit enganxats just a l'est de Flers i Condé-sur-Noireau. Un relleu alemany va permetre escapar a parts del 7è Exèrcit el 20 d'agost, després de la qual cosa els alemanys van prendre una nova línia defensiva molt al nord-est, des d'Elbeuf sobre Les Andelys fins a Versalles el 25 d'agost. Aquell dia es va completar l'alliberament Aliat de París.
Tanmateix, el LXXXIV Cos no va escapar de la butxaca de Falaise. Otto Elfeldt va ser fet presoner el 29 d'agost.
A partir del setembre de 1944, el LXXXIV Cos va ser marcat com a estat desconegut (alemany: Verbleib unbekannt) als documents alemanys. El cos es va dissoldre formalment el 2 de novembre de 1944.

## Estructura
| Any  | Data          | Comandant               | Unitats subordinades |
| ---- | ------------- | ----------------------- | --- |
| 1942 | 8 de juny     | Hans Behlendorff        | 319a d'Infanteria, 320a d'Infanteria, 716a d'Infanteria. 7a Aèria |
| 1942 | 4 de juliol   | Hans Behlendorff        | 319a d'Infanteria, 320a d'Infanteria, 716a d'Infanteria |
| 1942 | 5 d'agost     | Hans Behlendorff        | 319a d'Infanteria, 320a d'Infanteria, 716a d'Infanteria |
| 1942 | 2 de setembre | Hans Behlendorff        | 319a d'Infanteria, 320a d'Infanteria, 716a d'Infanteria, 7a Aèria |
| 1942 | 8 d'octubre   | Hans Behlendorff        | 319a d'Infanteria, 320a d'Infanteria, 716a d'Infanteria |
| 1942 | 5 de novembre | Hans Behlendorff        | 165a d'Infanteria, 319a d'Infanteria, 320a d'Infanteria, 716a d'Infanteria |
| 1942 | 1 de desembre | Hans Behlendorff        | 165th Reserve, 319a d'Infanteria, 320a d'Infanteria, 709a d'Infanteria, 716a d'Infanteria |
| 1943 | 1 de gener    | Hans Behlendorff        | 165a de Reserva, 319a d'Infanteria, 709a d'Infanteria, 716a d'Infanteria |
| 1943 | 3 de febrer   | Hans Behlendorff        | 165a de Reserva, 319a d'Infanteria, 709a d'Infanteria, 716a d'Infanteria |
| 1943 | 4 de març     | Hans Behlendorff        | 319a d'Infanteria, 709a d'Infanteria, 716a d'Infanteria |
| 1943 | 9 d'abril     | Gustav-Adolf von Zangen | 319a d'Infanteria, 709a d'Infanteria, 716a d'Infanteria |
| 1943 | 1 de maig     | Gustav-Adolf von Zangen | 319a d'Infanteria, 709a d'Infanteria, 716a d'Infanteria |
| 1943 | 1 de juny     | Gustav-Adolf von Zangen | 319a d'Infanteria, 709a d'Infanteria, 716a d'Infanteria |
| 1943 | 7 de juliol   | Gustav-Adolf von Zangen | 319a d'Infanteria, 709a d'Infanteria, 716a d'Infanteria |
| 1943 | 5 d'agost     | Erich Marcks            | 319a d'Infanteria, 709a d'Infanteria, 716a d'Infanteria |
| 1943 | 5 de setembre | Erich Marcks            | 319a d'Infanteria, 709a d'Infanteria, 716a d'Infanteria |
| 1943 | 4 d'octubre   | Erich Marcks            | 319a d'Infanteria, 709a d'Infanteria, 716a d'Infanteria |
| 1943 | 8 de novembre | Erich Marcks            | 319a d'Infanteria, 709a d'Infanteria, 716a d'Infanteria |
| 1943 | 3 de desembre | Erich Marcks            | Minor forces |
| 1944 | 1 de gener    | Erich Marcks            | 319a d'Infanteria, 352a d'Infanteria, 709a d'Infanteria, 716a d'Infanteria |
| 1944 | 12 de febrer  | Erich Marcks            | 243a d'Infanteria, 319a d'Infanteria, 352a d'Infanteria, 709a d'Infanteria, 716a d'Infanteria |
| 1944 | 11 de març    | Erich Marcks            | 77a d'Infanteria, 243a d'Infanteria, 319a d'Infanteria, 352a d'Infanteria, 709a d'Infanteria, 716a d'Infanteria                                                                                        |
| 1944 | 15 d'abril    | Erich Marcks            | 77a d'Infanteria, 243a d'Infanteria, 319a d'Infanteria, 352a d'Infanteria, 709a d'Infanteria, 716a d'Infanteria                                                                                        |
| 1944 | 15 May        | Erich Marcks            | 243a d'Infanteria, 319a d'Infanteria, 352nd Infantry, 709a d'Infanteria, 716a d'Infanteria |
| 1944 | 12 de juny    | Wilhelm Fahrmbacher     | 319a d'Infanteria II Cos Paracaigudista: 3a Paracaigudista, 17a Divisió SS, 275a d'Infanteria, 352a d'Infanteria,                                                                                      |
| 1944 | 17 de juliol  | Dietrich von Choltitz   | 2a SS, 17a SS, 5a Paracaigudista, Panzer Lehr, 30 Brigada Schnelle, 77a d'Infanteria, 91a d'Infanteria,, 243a d'Infanteria, 253a d'Infanteria, 265a d'Infanteria, 275a d'Infanteria, 319a d'Infanteria |
| 1944 | 31 d'agost    | Otto Elfeldt            | 84a d'Infanteria, 243a d'Infanteria, 272a d'Infanteria,, 326a d'Infanteria |

## Comandants
- General der Kavallerie Rudolf Koch-Erpach,Comandant del LX Korps Z.b.H. (1. d'octubre de 1940 - 1 de març de 1941)
- General der Infanterie Max von Viebahn, Comandant del LX Korps Z.b.H. (1 de març - 1 de desembre de 1941)
- General der Artillerie Hans Behlendorff, Comandant del LX Korps Z.b.H. (1 de desembre de 1941 - 15 de maig de 1942)

- Hans Behlendorff, Comandant del LXXXIV Korps (15 May de 1942 – 1 d'abril de 1943).[3]
- Gustav-Adolf von Zangen, Comandant del LXXXIV Korps (1 d'abril de 1943 – 1 d'agost de 1943).[3]
- Erich Marcks, Comandant del LXXXIV Korps (1 d'agost de 1943 – 12 de juny de 1944).[3] Mort en acció el 12 de juny de 1944.[10]
- Wilhelm Fahrmbacher, Comandant del LXXXIV Korps (12 de juny de 1944 – 15 de juny de 1944).[3]
- Dietrich von Choltitz, Comandant del LXXXIV Korps (15 de juny de 1944 – 30 de juliol de 1944).[3]
- Otto Elfeldt, Comandant del LXXXIV Korps (30 de juliol de 1944 – 20 d'agost de 1944).[3]